# Bierbrouwerij De Bok
Bierbrouwerij De Bok was een Renkumse bierbrouwerij gelegen aan de Molenbeek. De brouwerij stond achter Herberg de Vergulde  Bock. In 1825 werd door de eigenaar de heer Offenberg de herberg afgebroken en meer oostelijk herbouwd. 
Uit een advertentie in 1858 blijkt dat de brouwer van De Bok ervaren was. De Bok leverde 'Beijersche en andere Bieren', mede doordat de brouwer gewerkt had in bierbrouwerijen in Beieren en Pruisen. In deze periode is ook een waterput aangelegd op 4 meter diepte. De put werd  aangelegd vanwege de toenemende vervuiling van het beekwater door de papiermolens hoger gelegen aan de Molenbeek. 
De bierbrouwerij werd in 1859 verkocht aan de broers Christjani en in 1862 door de broers verkocht aan de heer A.J. Leigraaf. In 1863 werd door hem achter de herberg 'de Vergulde bock' een nieuwe brouwerij gebouwd. Deze brouwerij blijft in gebruik tot medio 1895. Later werd geadverteerd als stoombierbrouwerij waaruit blijkt de verdere mechanisatie van het brouwproces.
In 1898 stond de bierbrouwerij voor afbraak te koop en de gebouwen zijn kort daarna gesloopt. De drie grote kelders van 15 * 4 m met tongewelf die in 1887 zijn gebouwd zijn hierbij intact gebleven. In de Tweede Wereldoorlog schuilden omwonenden voor het oorlogsgeweld in de kelders en zij gebruikten ook het water uit de put. In de jaren 1944-1945 maakten de Duitsers ook gebruik van de schuilplaats, gezien het inmiddels verdwenen hakenkruis op de muren.
In 1998 is in samenwerking met een Wageningse bierbrouwer een poging gedaan om opnieuw Renkums bier te brouwen, maar dit initiatief is niet van de grond gekomen.